# 颱風蘇特
台风苏特，在菲律宾名为台风科斯梅，是约半个世纪来袭击密克罗尼西亚联邦雅浦州的最强台风，这个长17公里的小岛全部遭到台风强度狂风的吹袭，导致90%的建筑物不是被毁就是严重受损。风眼行经的雅浦州东南部所受破坏最为严重，风速超过每小时185公里，不过，台风的中心部分是在该岛以南的海上经过。
台风苏特源于2004年4月2日密克罗尼西亚联邦以东的一片对流区。系统在成形后的第一周里总体保持向西移动，其间曾短暂向北面和西南转向。4月5日，气旋达到热带风暴强度，并逐渐强化成台风。4月9日，苏特在雅浦州以南近海掠过，并很快达到风力时速约240公里的最高强度。台风接下来向西北方向移动，最终又转向东北，于4月16日转变成温带气旋并在两天后消散。
除雅浦州外，台风还袭击了楚克州，造成当地农作物受到轻度破坏。美国关岛和罗塔岛受到苏特产生的大浪冲击，还出现小雨，气旋之后从距无人居住的日本硫磺岛非常近的海域经过。这场风暴一共造成价值1400万美元的破坏，其中大部分都发生在雅浦州，不过没有出现人员重伤或死亡的报道。由于风暴造成的严重破坏，其名称“苏特”遭退役，由銀河取代。该名称原是由大韩民国提供，在朝鲜语中意为水獭。

## 气象历史
2004年3月末，密克罗尼西亚联邦澎贝岛东南方向有对流区（即雷暴区）持续存在。起初这片海域有强烈的风切变，不利于热带天气系统发展。不过随着这种不利影响逐渐减弱，逐渐发展的广阔环流中心上空的对流也不断增多。4月2日，日本气象厅将位于楚克州附近的系统归类为弱热带低气压，之后又为之分配国际编号“0401”，意为2004年首场热带气旋。系统缓慢向西移动并发展，于两天后由联合台风警报中心归类为第03号热带低气压，是该机构在2004年追踪到的第3个热带气旋。此后不久，环流上空的对流有所增加，联合台风警报中心将低气压升级成热带风暴。
风暴继续稳步增强并转向北上，4月5日，日本气象厅评估其10分钟持续风速已达到每小时65公里，因此将气旋命名为“苏特”（Sudal）。与此同时，联合台风警报中心估计系统的1分钟持续风力时速有100公里。从普卢瓦特环礁上空经过后，苏特因受北面逐渐形成的高压脊影响转向西南偏西。4月6日，风暴中开始形成眼状特征，联合台风警报中心将位于关岛东南方向约540公里洋面的苏特升级成台风。日本气象厅直到次日才将气旋升级成台风，这时系统的风眼已经变得更加清晰。台风转向西北，气象部门起初估计苏特会在雅浦州以北经过，不会对岛上造成严重影响。但由于北面的高压脊增强，气旋很快又转向西南偏西，逼近雅浦州。4月8日，台风迅速强化，联合台风警报中心报告系统1分钟持续风力时速已达215公里，达到萨菲尔-辛普森飓风等级下的四级台风标准。接下来苏特的前进速度放缓并略有减弱，于协调世界时4月9日凌晨0点从雅浦州以南约45公里洋面经过，这也是风暴距该岛最近的一次。
4月9日，台风继续增强，卫星图像还显示其中出现同心风眼墙，表明这已经是个非常强烈的热带气旋。4月10日清晨，联合台风警报中心估计苏特的1分钟持续风速达到每小时240公里的最高值，已属該部門之超級台风級別。与此同时，日本气象厅估计气旋达到的10分钟持续最高风速为每小时165公里，气压低至940毫巴（百帕，27.76英寸汞柱）。苏特在这天进入菲律宾大气地球物理和天文服务管理局预警责任范围，该机构在发布地方公告时为风暴命名“科斯梅”（Cosme）。接下来数天里，台风继续向西北方向移动，强度虽有波动，但总体上一直都很强烈。4月12日，因高压脊出现薄弱点，气旋转向北上，然后又转朝东北方向前进，风眼的直径扩大到约85公里。次日，苏特达到1分钟持续风速每小时230公里的第二波最高强度，随后就因水温降低，上层风切变增多的共同影响逐渐减弱。

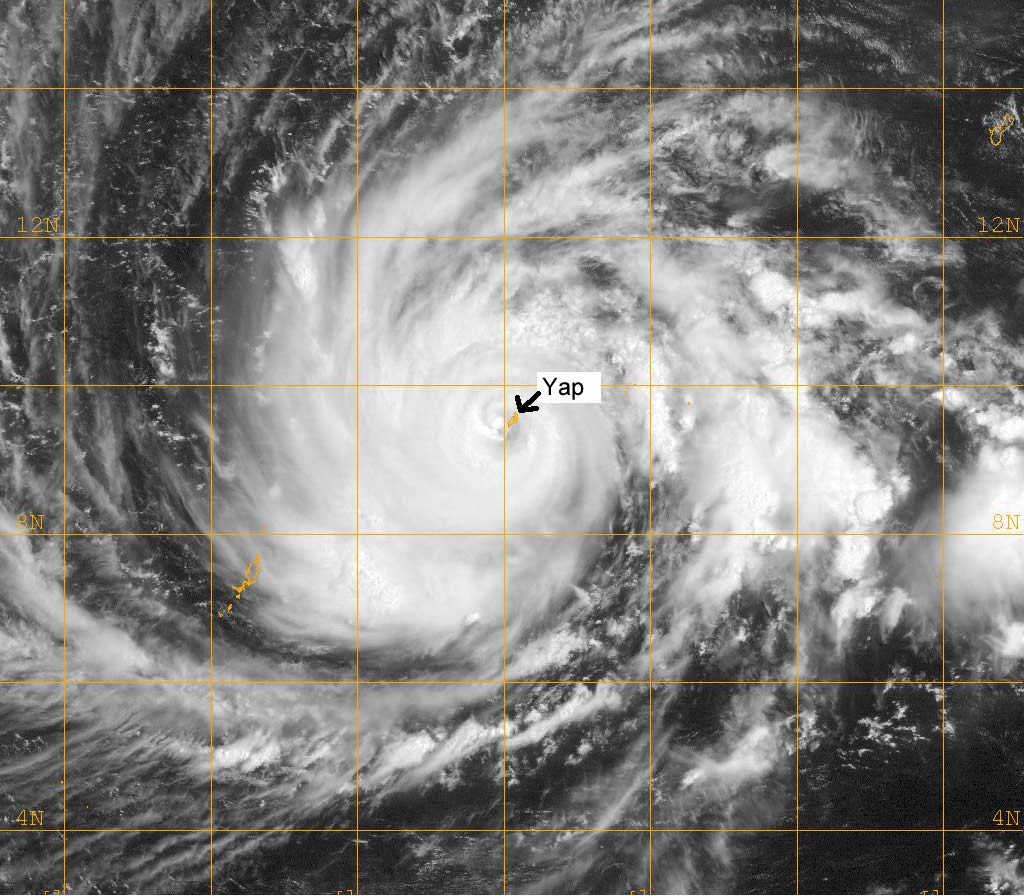
台风苏特的风眼经过雅浦州的卫星图像

4月15日清晨，苏特从距无人居住的日本硫磺岛非常近的海域掠过，并在此期间急剧弱化，环流中心已经从最深层对流中暴露出来。此后不久，联合台风警报中心和日本气象厅都将气旋降级成热带风暴。4月15日晚，联合台风警报中心认为系统已转变成温带气旋，但日本气象厅仍在继续发布公告直至次日为止。温带风暴继续向东北方向移动，最终在日本以东、阿留申群岛以南较远处洋面失去踪影。

## 影响

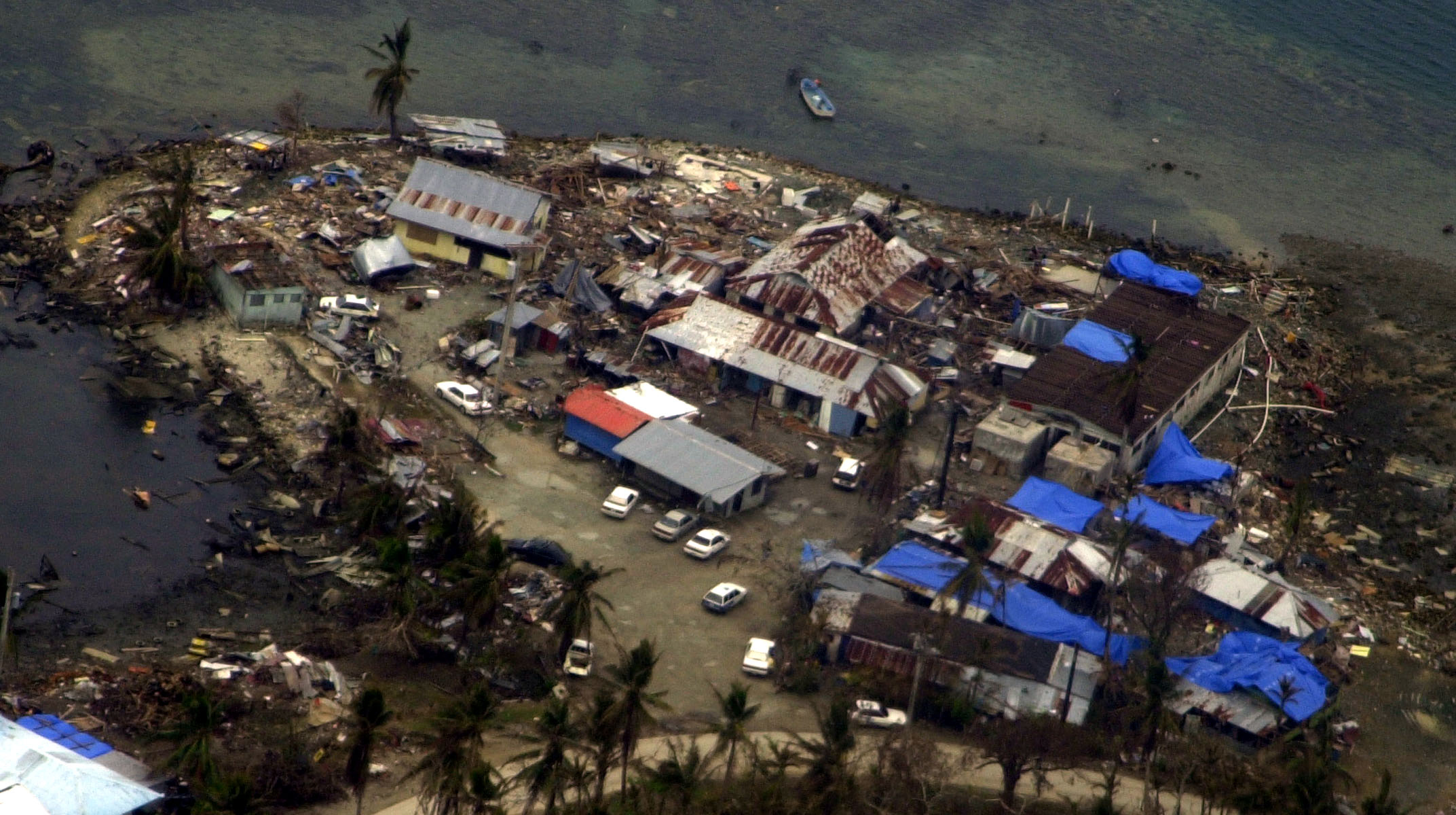
台风苏特对雅浦州构成重创

苏特形成后不久以弱热带风暴强度从密克罗尼西亚联邦楚克州近海经过，当地一间气象站在24小时内记录下170毫米降雨量。岛上部分房屋的屋顶轻度受损，还因风暴潮污染地下水导致一定程度的农作物损失。没有报道表明岛上出现人员伤亡。风暴曾短暂对关岛构成威胁，在该岛以南经过期间产生5.5米的巨浪和0.9米的风暴潮。阿普拉港的一处气象站记录下69公里的阵风时速，降雨量约50毫米，但没有出现岛上遭受破坏的报道。北马里亚纳群岛的罗塔岛也受到大浪的冲击。密克罗尼西亚联邦是与美国签订《密美自由联系条约》的独立国家，美国需向其提供国防和救灾援助。
台风苏特继续向西移动并在途经加罗林群岛和雅浦州的同时迅速强化。乌利西环礁记录下时速132公里阵风，并且24小时内的降雨量达到161毫米。岛上受到超过5米高的巨浪冲击，引起严重的海滩侵蚀，还令口粮作物受损。狂风刮倒少量树木，还摧毁了一些建筑质量欠佳的民房。附近法劳莱普环礁和法斯岛的天气及遭受的破坏情况类似。恩古卢环礁的风速达到烈风强度，还出现暴雨，岛上有半数储水罐被毁。气旋存在后期从硫磺岛近海经过，产生的阵风时速约为141公里。

### 雅蒲州
雅蒲州的受灾情况最为严重。气象部门起初预计苏特会在该岛以北经过，不会对当地构成重大影响，但实际情况并非如此，岛上受到台风的强烈冲击。雅蒲州曾在前一年受到台风卢碧的影响，灾情尚未完全恢复。这次苏特突然转向逼近，政府官员于是匆忙着手防灾准备工作。台风来袭前一天，多间学校和政府大楼设立成风暴避难所，这些建筑物足以抵御苏特的风力。雅蒲州政府预计岛上会受到重创，因此请求密克罗尼西亚联邦政府在风暴过后的清理工作中提供紧急援助。

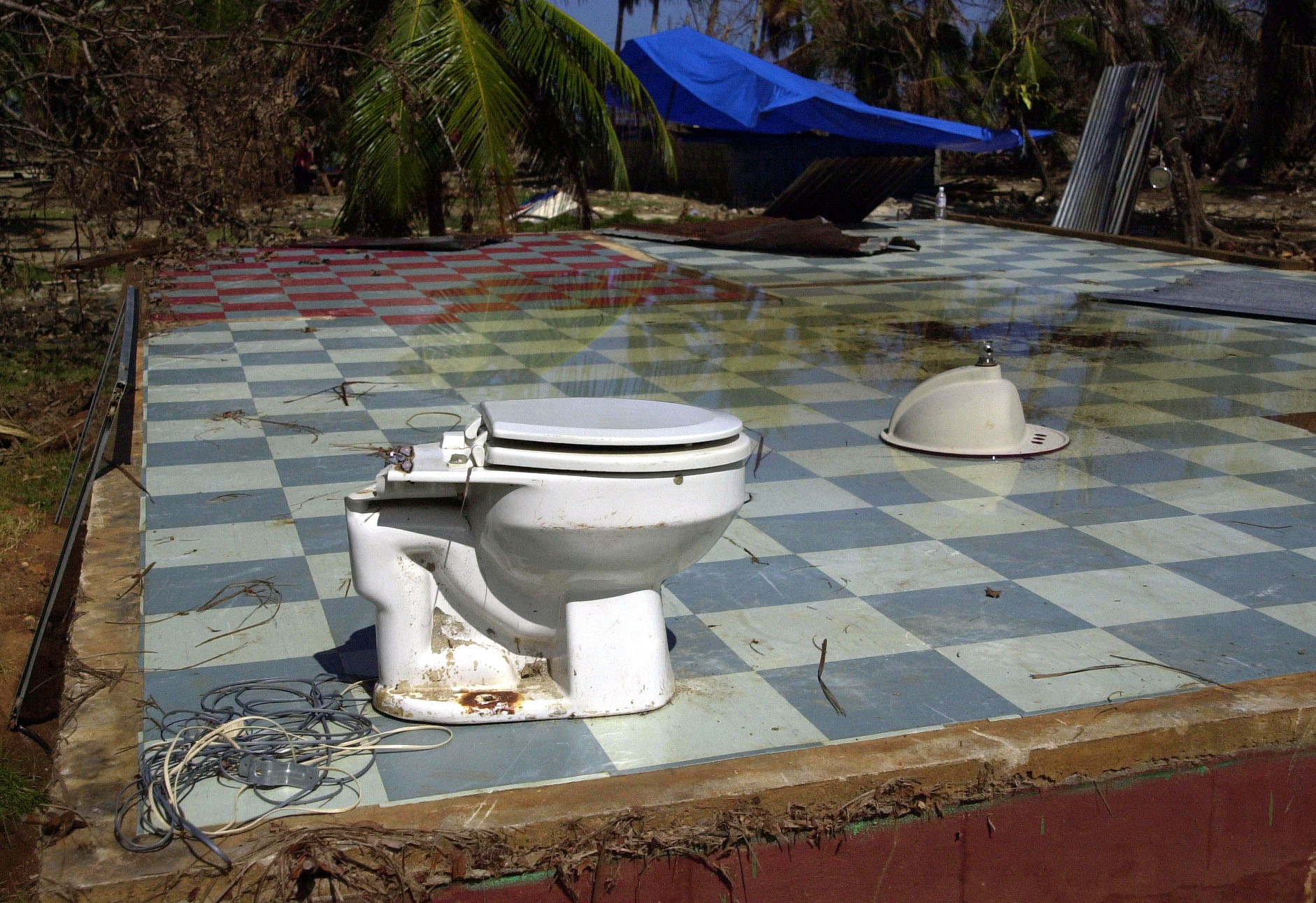
雅蒲州一套被苏特彻底摧毁的民房

4月9日，苏特的风眼短暂经过雅蒲州南部上空，岛上时速185公里的狂风持续了约4小时。全长17公里的整座小岛风力都达到台风强度。雅蒲岛国际机场记录的最高阵风时速达181公里，根据风暴过后进行的调查结果，研究人员估计岛上的最强阵风时速高达226公里。风暴经过期间还产生暴雨，雅蒲岛国际机场的48小时降雨量为200毫米。岛上测得的最低气压为958毫巴（百帕，28.3英寸汞柱）。海岸沿线受到台风产生的6.7米狂浪和3.7米风暴潮冲击，许多船只因此沉没，作为岛上最重要旅游景点之一的珊瑚礁也受到严重破坏。
风暴来袭时，岛上共有约8000人和约1700套房屋。台风摧毁了700户民居，另有900套受损，被毁的民宅中大部分是木质结构。雅蒲州南部受灾最为严重，州首府科洛尼亚及周边地区也在其中。岛上到处都有树木被狂风刮倒，超过90%的建筑物不是被毁就是严重受损，其中包括医院、机场、大部分政府设施，供水、供电以及通讯系统。岛上的5间酒店中也有一间被毁。约80%的居民在风暴过后失去水电供应。雅蒲州南部大部分沿海民居遭大浪摧毁，海堤也受到严重破坏。由此灌入的海水摧毁了岛上几乎所有的粮食作物。台风过去后，岛上有约1000人无家可归，另外还有500人被迫留在避难所。
台风苏特一共造成了约1400万美元的破坏，其中大部分都来自雅蒲州的财物损失。起初有报道称风暴造成一人丧生，但事后证实苏特没有导致人员遇难。一共只有8人因受伤而需前往医院治疗，并且伤情都不严重。台风苏特是约50年来袭击雅蒲州的最强台风。

## 善后

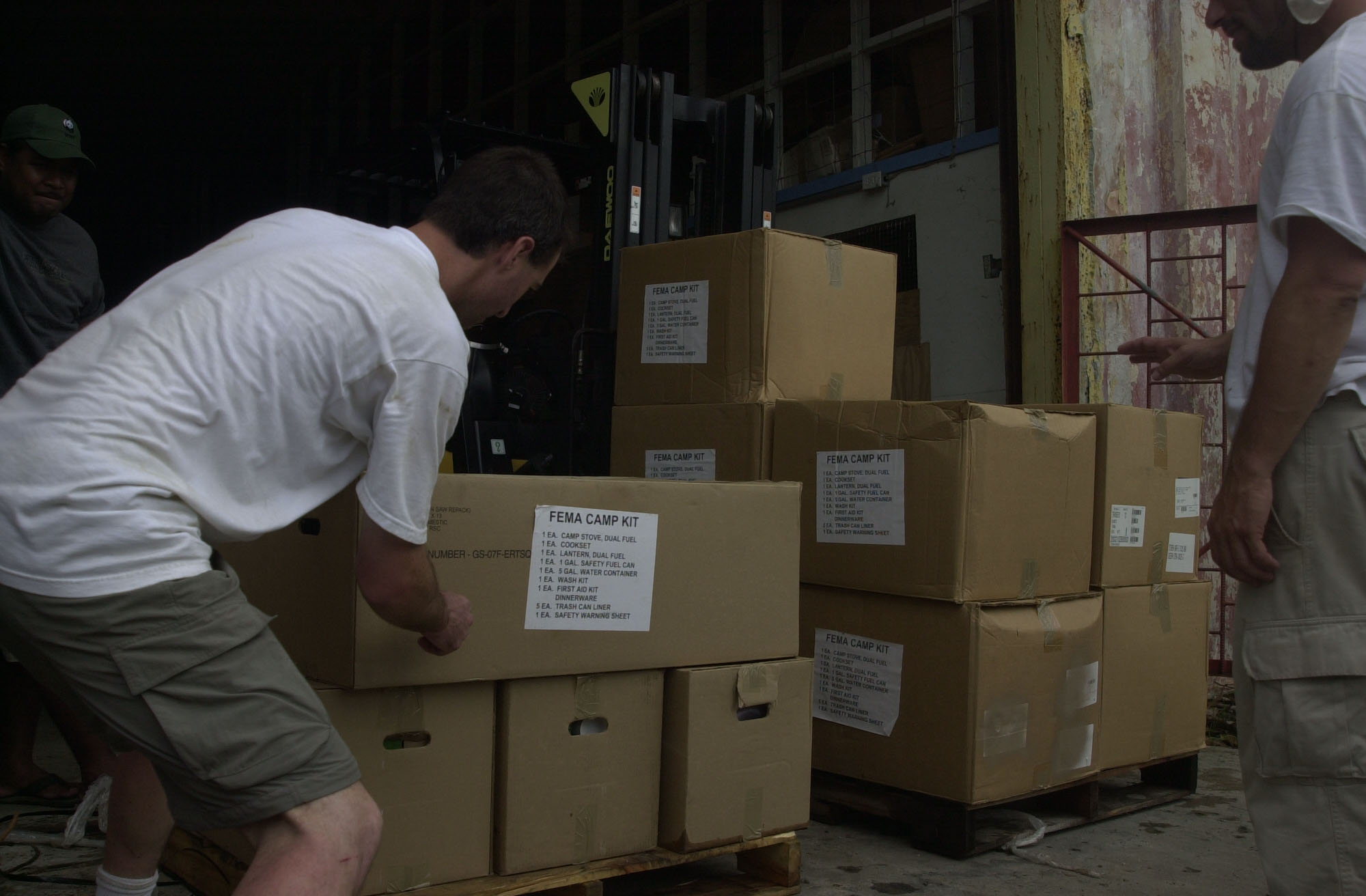
联邦紧急事务管理署送到雅蒲州的应急物资

风暴过去后，雅浦州政府宣布该岛进入紧急状态，美国总统乔治·沃克·布什在台风过境次日下令对密克罗尼西亚联邦提供联邦救灾援助，由美国联邦政府承担瓦砾清理和应急服务成本的75%。苏特过境不到一周后，太平洋岛国论坛向雅蒲州提供了价值1万1500美元的救灾援助。接下来的几周里，密克罗尼西亚联邦政府设立总额约25万美元的台风救助基金。此外，美国联邦政府也拨出744万3000美元的救灾援助款。
联邦紧急事务管理署在风暴过后的几天里确定，岛上最需要的是修复供水设施、提供清洁水源、清理道路，以及修复受损的避难所。岛上供水急剧萎缩，超过80%的居民没有清洁水源，自来水处理厂提供的水需要长时间煮沸才能饮用。人们的身体健康受到脱水、疾病和胃肠道问题的威胁。由于没有自来水，许多人前往因大量船只沉没导致受油料污染的海港中洗澡，引起皮肤过敏。
雅蒲州的电话服务一度中断，唯一与外界联系的方式是通过无线电联络关岛大学。关岛纪念医院向岛上投放医疗物资，但因机场跑道受损，运载物资的飞机也受到破坏。台风过境一天后，跑道已获清理和修整，美国海岸警卫队的飞机得以向岛上提供包括建筑材料在内的救灾物资。风暴过去3天后的4月12日，雅蒲州与外界的通讯开始恢复。苏特过境4天后，水处理厂也已得到修复。岛上的一家发电厂已经得到修整，但由于狂风破坏了绝大部分供电线路，全岛85%的居民仍然面临停电的困扰。主要道路大部分都已清理干净，所有桥梁全部重新开放。

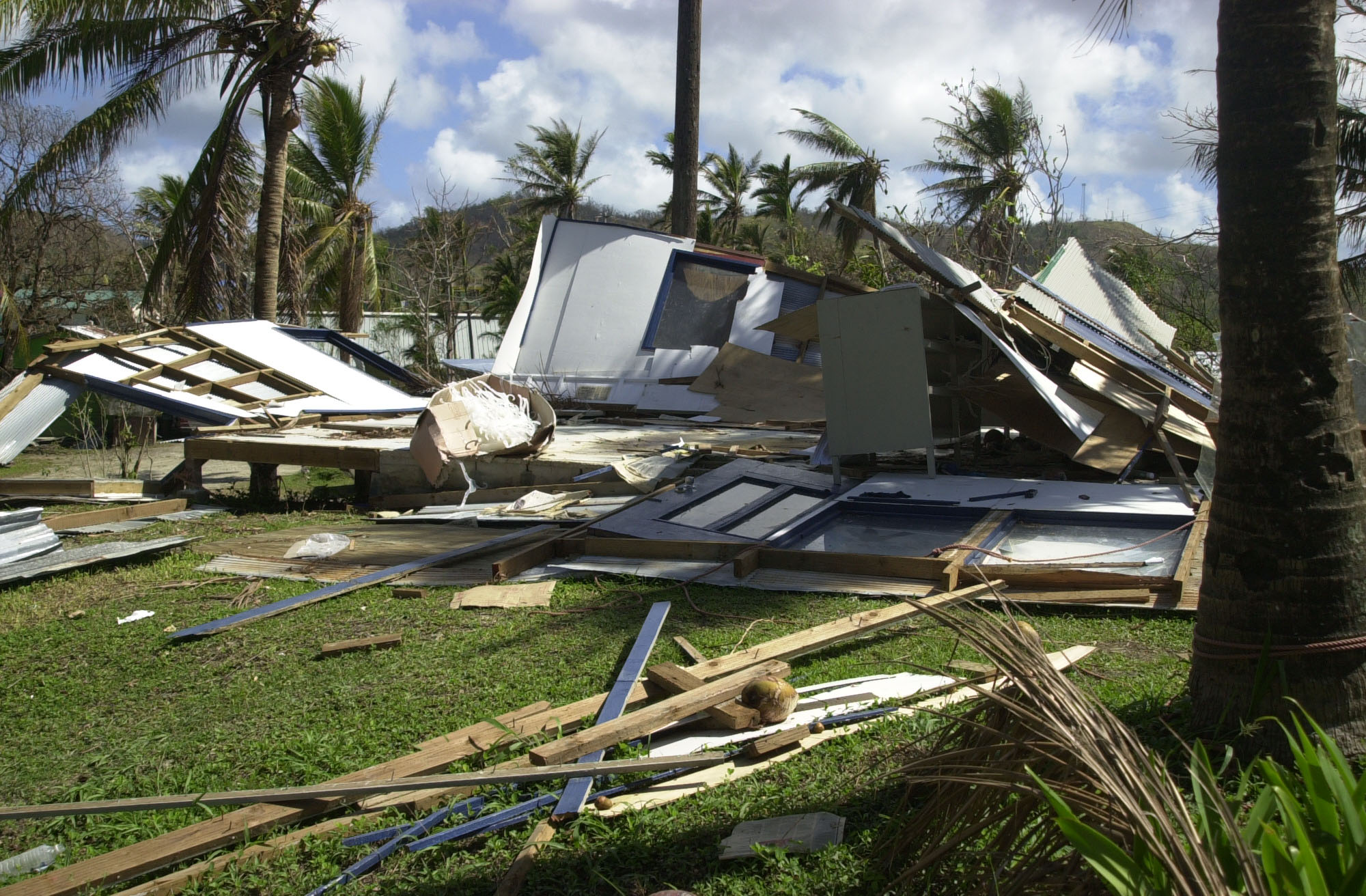
台风苏特摧毁了雅浦州的许多民房和商户

台风过境约两周后，首府科洛尼亚仍有500居民生活在18间避难所，其他地区也有约400人留在避难所。许多人要么寄居亲属家里，要么留在自己受损的房子里。美国陆军工兵队赶赴雅蒲州协助瓦砾清理工作并安装发电机。官员送出23架次飞机向岛上运送援助物资，乌利西环礁和法斯岛也不例外。送到岛上的饮用水约有7万6000升，还安装了5个大型水箱。美国林业局工作人员前往该岛协助接收和发放救灾物资。雅浦州医院设施简陋，缺乏足够的药物和应急医疗设备，不能有效应对台风善后救治工作。联邦紧急事务管理署有约60名工作人员在这所医院工作，但他们也需要包括食物和水在内的其他物品来防止自己感染当地疾病。这些工作人员在岛上停留期间一共救治过163人，其中大部分人的病情都不严重。共有约100名联邦紧急事务管理署的工作人员为岛上提供协助，但由于没有足够的酒店和租赁汽车，只有20人长时间停留。
风暴过去26天后，岛上已有过半地区恢复供电，移动电话网络也已修复。苏特过境后的几周到几个月里，雅蒲州周边水温因强烈的上升流影响从30°C降至24°C。这样大幅度的降温导致岛上被异常浓厚的雾气笼罩，而且海潮也特别低。2004年9月时，重建工作仍在进行，之前用做避难所的部分学校重新开课。供电和供水已完全恢复，但医院的屋顶仍未修复，使用的是临时屋顶。虽然私营企业很快就重新开张，但政府建筑的重建时间较长，这主要是因为联邦紧急事务管理署的援助物资需要长时间的等待后才能到达。此外，当地官员还要求在重建前先做土地勘测，确定重建楼房的安全地点。
由于这场风暴造成的严重损失，其名称“苏特”于2005年11月在联合国亚洲及太平洋经济社会委员会和世界气象组织台风委员会第38届会议上退役，今后都不会再在西北太平洋台风命名时采用。用来取代的新名称是銀河（Mirinae）。苏特也由此成为第7个退役的西北太平洋台风名称。